# Bande dessinée d'aventure
La bande dessinée d'aventure désigne des bandes dessinées qui, à l’instar du roman d'aventure, mettent particulièrement l'accent sur l'action en multipliant les péripéties et rebondissements. Généralement associées à un style réaliste, elles visent au divertissement du lecteur via l'identification à un héros généralement positif, une narration au rythme soutenu, et la présentation d'univers de fiction attractifs, qu'ils représentent fidèlement le monde ou présentent des lieux imaginaires spectaculaires et dépaysants.
Des bandes dessinées de genres très variés peuvent être rattachées à la bande dessinée d'aventure : western, policier, science-fiction, fantastique, historique, etc.

## Exemples de bandes dessinées d'aventure
- Les Aventures de Tintin créée par Hergé
- Alix (bande dessinée) créée par Jacques Martin (auteur)
- Les Aventures de Buck Danny créée par Jean-Michel Charlier et Victor Hubinon
- Blake et Mortimer créée par Edgar P. Jacobs
- Blueberry créée par Jean-Michel Charlier et Jean Giraud
- Yoko Tsuno créée par Roger Leloup
- Michel Vaillant créée par Jean Graton
- Lefranc (bande dessinée) par Jacques Martin (auteur)
- Les Aventures de Tanguy et Laverdure créée par Jean-Michel Charlier et Albert Uderzo
- Barbe-Rouge créée par Jean-Michel Charlier et Victor Hubinon